# 1096
سنة 1096 كانت سنة كبيسة تبدأ يوم الثلاثاء (الرابط يظهر نموذج التقويم الكامل للسنة) من التقويم اليولياني.

## أحداث
- وقوع حملة الفقراء الصليبية بداية من 1 أبريل 1096 إلى 1 أكتوبر 1096.
- 15 آب (أغسطس) – انطلاق حملة الفقراء التي سبقت الحملة الصليبية الأولى.
- تأسيس المدرسة الغزالية داخل أسوار البلدة القديمة لمدينة القدس.
- حصار كسري كوردون، إحدى معارك الحملات الصليبية.
- بيدرو الأول ملك أراغون ونافارا يغزو مدينة وشقة.[1]

## مواليد
- الآمر بأحكام الله
- ابن الزقاق البلنسي.
- ابن شهرآشوب المازندراني.
- محمد المقتفي لأمر الله.

## وفيات
- القاسم الشهرزوري.
- القاسم بن الفضل الثقفي.
- شمس الأئمة السرخسي.
- والتر المفلس.
- ايدوكيا مكرمبولتيسا
- توران شاه (سلجوقي)